# Menodora
Menodora, rod maslinovki opisan 1809./1812., dio je tribusa Jasmineae.
Postoji dvadesetak vrsta iz Sjeverne i Južne Amerike i Afrike.

## Vrste
1. Menodora africana Hook.
2. Menodora chlorargantha (Remy) Steyerm.
3. Menodora chumleyi B.L.Turner
4. Menodora coulteri A.Gray
5. Menodora decemfida (Gillies ex Hook. & Arn.) A.Gray
6. Menodora geohintonii B.L.Turner
7. Menodora gypsophila B.L.Turner
8. Menodora helianthemoides Humb. & Bonpl.
9. Menodora heterophylla Moric. ex DC.
10. Menodora hintoniorum B.L.Turner
11. Menodora integrifolia (Cham. & Schltdl.) Steud.
12. Menodora intricata Brandegee
13. Menodora jaliscana B.L.Turner
14. Menodora juncea Harv.
15. Menodora linoides Phil.
16. Menodora longiflora Engelm. ex A.Gray
17. Menodora magniflora (Steyerm.) B.L.Turner
18. Menodora mexicana (A.DC.) A.Gray
19. Menodora muellerae Rehder
20. Menodora potosiensis Henrard ex B.L.Turner
21. Menodora pulchella Markgr.
22. Menodora robusta (Benth.) A.Gray
23. Menodora scabra Engelm. ex A.Gray
24. Menodora spinescens A.Gray
25. Menodora tehuacana B.L.Turner
26. Menodora yecorana T.Van Devender & B.L.Turner